# Santi patroni cattolici per animale
Nella tradizione della Chiesa cattolica e, in particolare, del patronato dei santi, sono annoverati santi patroni per animali. Questo fenomeno è dovuto alle tradizioni agro-pastorali che si rifanno ai primi insediamenti umani che si fuse con le tradizioni cristiane. Infatti molti santi cattolici patroni degli animali devono questi loro patronati ad assonanze con l'animale protetto, come San Gallo che è patrono dei gallinacei, o a vicende per lo più leggendarie della vita dei santi, come per esempio Sant'Ambrogio che è considerato il protettore delle api perché quando era ancora in fasce gli si sarebbero posate delle api sulle labbra.

## Santi protettori degli animali

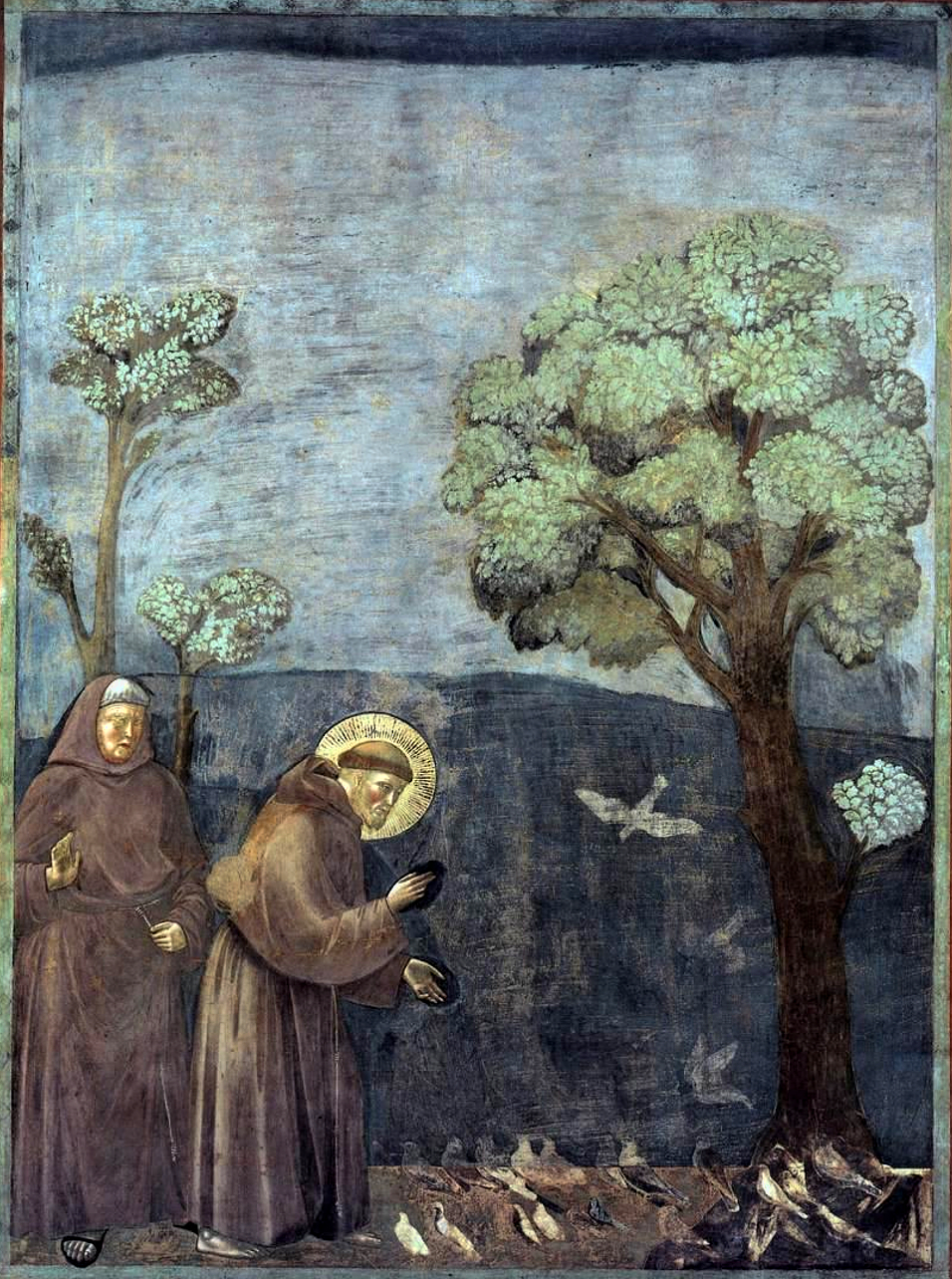
San Francesco d'Assisi, patrono degli animali, mentre fa il sermone agli uccelli, in un dipinto di Giotto

- Animali: San Francesco d'Assisi e Sant'Antonio abate.
- Animali da cortile: Santa Brigida d'Irlanda e Santa Farailde di Gand.
- Api: Sant'Ambrogio, San Bernardo da Chiaravalle, Santa Rita.
- Bachi da seta: San Giobbe.
- Bovini: San Cornelio, San Colmano di Stockerau, Santa Brigida d'Irlanda, San Bovo
- Cani: San Vito, San Rocco e Sant'Uberto di Liegi.
- Cavalli: San Marcello, San Martino di Tours, Sant'Antonio abate, San Giorgio, Sant'Ippolito di Roma, Sant'Eligio, Sant' Alor di Quimper.
- Colombi: Santa Colomba.
- Gallinacei: San Gallo, Santa Farailde di Gand.
- Gatti: Santa Gertrude di Nivelles.
- Maiali: San Gilda, Sant'Antonio abate.
- Muli: San Gerardo Maiella.
- Oche: San Martino di Tours.
- Uccelli: San Biagio.

## Altre forme di patronato relative agli animali
- Protezione dagli animali nocivi: Santi Abdon e Sennen, Sant'Agostino, Santa Barbara, San Roberto di Matallana, Santi Orenzio e Pazienza di Huesca.
- Protezione dagli animali nocivi alle coltivazioni: San Magno di Fussen.
- Protezione dai lupi: San Defendente, Sant'Ignazio di Loyola, Santa Radegonda.
- Protezione dalle malattie dei bovini: San Bovo di Voghera, San Colmano di Stockerau, Santa Berlinda di Meerbeke.
- Protezione dalle malattie dei cavalli: San Colmano di Stockerau.
- Protezione dai morsi dei cani: San Bellino di Padova, San Vito, Sant'Uberto, Sant'Eleuterio di Arce, San Donnino martire.
- Protezione dai morsi dei rettili: San Domenico di Sora, San Foca di Sinope, Sant'Ilario, San Paolo, San Primino, Sant'Uberto, San Volfango, San Donnino martire.
- Protezione dai topi: Santa Gertrude di Nivelles, San Nicasio di Reims, San Martino di Porres, Sant'Ulrico.
- Protezione dai vermi: San Maudeto di Bretagna.
- Protezione contro gli attacchi degli animali: San José de Anchieta.